# 青苗法
青苗法（せいびょうほう）は、中国・北宋の法律。いわゆる王安石の新法の一つであり、北宋の神宗時代の1069年に施行された。

## 概要
1006年、北宋の朝廷は、辺境を除く各州県に災害あるいは飢饉対策として穀物を備蓄する常平倉や広恵倉を設けた。しかし、管理には不備が多く、膨大な穀物が倉にあり余っていた。
また、当時の農民は植付け前には食糧や種籾が不足していたため、地主からの借金を余儀なくされていた。借金の利率は、6～7割、ときに10割にものぼる高利であったため、農民にとって大きな負担となった。
そこで、王安石は青苗法を制定した。この法律は、種籾または常平倉の穀物を売却して得た現金を、正月または五月の年二回、農民に対して2割の低利で貸出すことを認めた。正月の貸出しは夏、5月の貸出しは秋の収穫期に、金銭もしくは穀物で返済させた。
しかし、戸等別による強制貸付けの問題が起き、またそれまで農民の借金先であった豪民の利益を侵害したため、旧法派の強硬な反発にあった。